# Hydroporus ampliatus
Hydroporus ampliatus är en skalbaggsart som beskrevs av Zaitzev 1927. Hydroporus ampliatus ingår i släktet Hydroporus och familjen dykare.

## Underarter
Arten delas in i följande underarter:
- H. a. colchicus
- H. a. ampliatus